# 臼杵才化
臼杵 才化（うすき さいか、1876年（明治9年）1月31日 - 1917年（大正6年）12月13日）は、明治時代から大正時代にかけての日本の医学者・小児科医である。東京帝国大学卒、医学博士。

## 略歴
- 1876年（明治9年）、三重県安濃郡草生村（現・津市）川本家に生まれる。
- 1892年（明治25年）、17歳で三重県一志郡榊原村谷杣（現・津市榊原第5区）臼杵家28代、漢方医臼杵玄貞の養子になり、29代となる。
  - （臼杵玄貞は桓武平氏の流れをくむ千葉平氏（旗紋は月に星、家紋は七曜紋）の家系である。又、先祖の一人である17代臼杵与四郎は、鎌倉時代から安土桃山時代、伊勢国司として栄えた北畠家の家臣旗本であり、小倭（おやまと）七人衆の一人でもある。）
- 1895年（明治28年）、津市尋常中学校卒業。
- 1898年（明治31年）、第四高等学校（現・金沢大学法文学部）卒業。
- 1902年（明治35年）、東京帝国大学医科大学（現・東京大学医学部)卒業、医学士。東京帝国大学付属医院小児科、弘田長教授の許で研究に従事。
- 1905年（明治38年）、東京女子医科大学で小児科講義始める。

日本統治時代の台湾総督府医院小児科医長、台湾総督府医学校教授に任ぜられる。

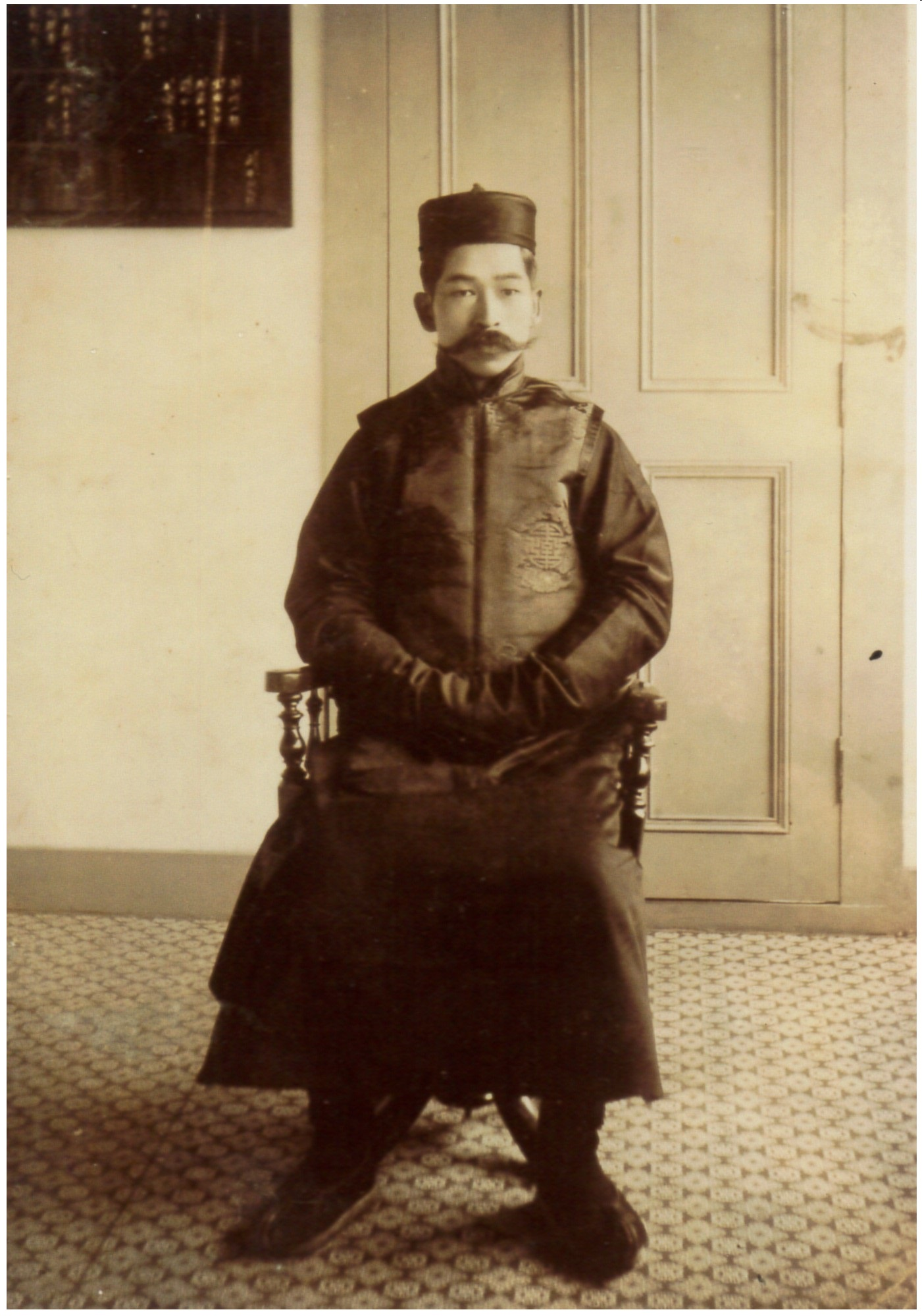
台湾総督府での臼杵才化

- 1906年（明治39年）、台湾総督府医院小児科診療を開始。正七位叙位。
- 1907年（明治40年）、ドイツ、ブレスラウ大学（現・ポーランド、ヴロツワフ大学)に官費留学を命ぜられる。現代小児科の創設者の一人、アダルベルト・チェルニー教授の許で研究に従事。
- 1910年（明治43年）、ドイツから再び台湾総督府医院小児科に戻り、一時期院長を務め診療研究に従事。台湾小児科医療の基礎を築く。従六位勲八等叙位。
- 1913年（大正2年）、官を辞して日本へ帰還する。

東京帝国大学より医学博士の学位を授与される。正論文『生理的並びに病的関係に基ける哺乳児腸内に於ける脂肪の運命』。
- 1914年（大正3年）、「東京神田区淡路町1-1（現・千代田区）」に小児科医院を開業し小児診療に尽力。
- 1917年（大正6年）12月13日、病没。墓所は東京都杉並区、天台真盛宗・真盛寺。

30代臼杵仁(長男)(昭和20年12月10日没)も同墓地。31代臼杵薫(次男)(昭和37年3月10日没）は三重県尾鷲市、金剛寺。（28代臼杵玄貞までの先祖の墓地は、三重県津市榊原、海泉寺にあり永代供養されている）
- 臼杵才化の血縁直系子孫は、孫、曾孫、玄孫、来孫まで存在する（2019年時点）。しかし孫の代が女系であった為、直系臼杵の姓は31代をもって消滅した。

## 主な著書・論文
- 『児科処方新書 全』（豊田鐵三郎・臼杵才化・唐澤光徳共著）出版
- 『小児科学』（臼杵才化著）出版
- 『医学中央雑誌』
- 『台湾医学会雑誌』
- 『中外医事新報』